# 26. Waffen-Grenadier-Division der SS (ungarische Nr. 2)
Die 26. Waffen-Grenadier-Division der SS (ungarische Nr. 2), ähnlich wie auch die 25. Waffen-Grenadier-Division der SS „Hunyadi“, wurde am 23. Dezember 1944 auf dem Truppenübungsplatz Neuhammer in Schlesien aufgestellt. Anfang Januar wurde die Division zur weiteren Ausbildung und Ausrüstung nach Sieddratz verlegt. Die Division setzte sich überwiegend aus früheren Angehörigen der ungarischen Armee und ungarischen Staatsangehörigen, die für die Division rekrutiert worden waren, zusammen. Im Gegensatz zu SS-Verbänden, die sich aus Deutschen oder Angehörigen der sogenannten „nordischen Rasse“ zusammensetzten, führte die Division die Bezeichnung: Waffen- anstelle von SS, den Dienstgraden wurde ebenfalls ein Waffen- vorangestellt.
Die beiden ungarischen SS-Divisionen bildeten im Februar 1945 das XVII. Waffen-Armeekorps (ungarisches), das jedoch nie über die Aufstellungsphase hinauskam. Die sowjetische Winteroffensive in Schlesien verhinderte die vollständige Aufstellung der Division, die sich nach Westen absetzte, wo sie sich Anfang Mai 1945 im Raum Frankenburg amerikanischen Truppen ergab.

## Gliederung
- Waffen-Grenadier-Regiment der SS 64 (ungarisches Nr. 4)
- Waffen-Grenadier-Regiment der SS 65 (ungarisches Nr. 5)
- Waffen-Grenadier-Regiment der SS 66 (ungarisches Nr. 6)
- Waffen-Artillerie-Regiment der SS 26
- Waffen-Schi-Bataillon 26

## Kommandeure
- November 1944: SS-Sturmbannführer Rolf Tiemann
- November 1944: bis Januar 1945 SS-Oberführer Zoltan Pisky
- 23.–29. Januar 1945: SS-Oberführer László Deák
- 29. Januar bis 19. März 1945: SS-Oberführer Berthold Maack
- 21. März bis 8. Mai 1945: SS-Gruppenführer Josef Grassy